# بوب واينستين
بوب وينشتاين (بالإنجليزية: Bob Weinstein)‏ هو منتج ومخرج ومنتج أفلام وكاتب سيناريو أمريكي، ولد في 18 أكتوبر 1954 في نيويورك في الولايات المتحدة.

## وصلات خارجية
- بوب واينستين على موقع IMDb (الإنجليزية)
- بوب واينستين على موقع الموسوعة البريطانية (الإنجليزية)
- بوب واينستين على موقع ألو سيني (الفرنسية)
- بوب واينستين على موقع ميوزك برينز (الإنجليزية)
- بوب واينستين على موقع أول موفي (الإنجليزية)
- بوب واينستين على موقع قاعدة بيانات برودواي على الإنترنت (الإنجليزية)
- بوب واينستين على موقع قاعدة بيانات الأفلام السويدية (السويدية)
- بوب واينستين على موقع إن إن دي بي (الإنجليزية)
- بوب واينستين على موقع أول ميوزيك (الإنجليزية)
- بوب واينستين على موقع ديسكوغز (الإنجليزية)
- بوب واينستين على موقع ديسكوغز (الإنجليزية)